# کرابتری (پنسیلوانیا)
کرابتری (به انگلیسی: Crabtree) یک منطقهٔ مسکونی در ایالات متحده آمریکا است که در شهرستان وستمورلند، پنسیلوانیا واقع شده‌است. کرابتری ۰٫۳ کیلومتر مربع مساحت و ۳۲۰ نفر جمعیت دارد.